# Tanni Grey-Thompson
Carys Davina Grey-Thompson, detta Tanni (Cardiff, 26 luglio 1969), è un'ex atleta paralimpica e conduttrice televisiva britannica.
A causa della spina bifida è costretta a vivere su una sedia a rotelle. È una delle atlete che hanno vinto il maggior numero di medaglie ai Giochi paralimpici (16 medaglie di cui 11 d'oro).

## Biografia
Inizia la carriera correndo i 100 m ai campionati nazionali giovanili del Galles nel 1984. Durante la carriera, ha corso tutte le distanze dell'atletica leggera, dai 100 m sino alla maratona (vincendo per sei volte di fila quella di Londra, dal 1997 al 2002). In carriera ha battuto oltre 30 record mondiali.
Il 28 febbraio 2007 ha annunciato il suo ritiro, e ha corso la sua ultima gara ai Mondiali paralimpici di maggio a Manchester. Dopo il ritiro ha continuato l'attività di telecronista sportiva per la BBC gallese e altre reti.

## Palmarès
| Anno | Manifestazione           | Sede       | Evento          | Risultato | Prestazione | Note  |
| ---- | ------------------------ | ---------- | --------------- | --------- | ----------- | ----- |
| 1988 | Giochi paralimpici       | Seul       | 400 m piani 3   | Bronzo    | 1'22"72     |       |
| 1992 | Giochi paralimpici       | Barcellona | 100 m piani TW3 | Oro       | 17"55       |       |
| 1992 | Giochi paralimpici       | Barcellona | 200 m piani TW3 | Oro       | 31"19       |       |
| 1992 | Giochi paralimpici       | Barcellona | 400 m piani TW3 | Oro       | 59"58       |       |
| 1992 | Giochi paralimpici       | Barcellona | 800 m piani TW3 | Oro       | 2'06"58     |       |
| 1992 | Giochi paralimpici       | Barcellona | 4×100 TW3-4     | Argento   | 1'11"24     | [ 2 ] |
| 1996 | Giochi paralimpici       | Atlanta    | 100 m piani T52 | Argento   | 17"18       |       |
| 1996 | Giochi paralimpici       | Atlanta    | 200 m piani T52 | Argento   | 30"38       |       |
| 1996 | Giochi paralimpici       | Atlanta    | 400 m piani T52 | Argento   | 58"09       |       |
| 1996 | Giochi paralimpici       | Atlanta    | 800 m piani T52 | Oro       | 1'55"12     |       |
| 1998 | Mondiali paralimpici     | Birmingham | 200 m piani T54 | Oro       |             |       |
| 1998 | Mondiali paralimpici     | Birmingham | 400 m piani T54 | Argento   |             |       |
| 1998 | Mondiali paralimpici     | Birmingham | 800 m piani T54 | Argento   |             |       |
| 2000 | Giochi paralimpici       | Sydney     | 100 m piani T53 | Oro       | 17"29       |       |
| 2000 | Giochi paralimpici       | Sydney     | 200 m piani T53 | Oro       | 30"88       |       |
| 2000 | Giochi paralimpici       | Sydney     | 400 m piani T53 | Oro       | 58"74       |       |
| 2000 | Giochi paralimpici       | Sydney     | 800 m piani T53 | Oro       | 2'01"33     |       |
| 2004 | Giochi paralimpici       | Atene      | 100 m piani T53 | Oro       | 17"24       |       |
| 2004 | Giochi paralimpici       | Atene      | 400 m piani T53 | Oro       | 57"36       |       |
| 2005 | Europei paralimpici open | Espoo      | 100 m piani T53 | Oro       | 18"23       |       |
| 2005 | Europei paralimpici open | Espoo      | 200 m piani T53 | Oro       | 32"01       |       |
| 2005 | Europei paralimpici open | Espoo      | 400 m piani T53 | Oro       | 1'03"12     |       |
| 2005 | Europei paralimpici open | Espoo      | 800 m piani T53 | Argento   | 2'10"67     |       |
| 2006 | Mondiali paralimpici     | Assen      | 200 m piani T53 | Oro       |             |       |
| 2006 | Mondiali paralimpici     | Assen      | 400 m piani T53 | Bronzo    |             |       |
| 2006 | Mondiali paralimpici     | Assen      | 800 m piani T53 | Argento   |             |       |

## Altre competizioni internazionali
1992
- Oro alla Maratona di Londra ( Londra) - 2h17'23"

1994
- Oro alla Maratona di Londra ( Londra) - 2h08'26"

1996
- Oro alla Maratona di Londra ( Londra) - 2h00'10"

1998
- Oro alla Maratona di Londra ( Londra) - 2h02'01"

2001
- Oro alla Maratona di Londra ( Londra) - 2h13'55"

2002
- Oro alla Maratona di Londra ( Londra) - 2h22'51"